# 구잘 투르수노바
구잘 사이다흐마도브나 투르수노바(우즈베크어: Guzal Saidahmadovna Tursunova, 러시아어: Гузаль Саидахмедовна Турсунова 구잘 사이다흐메도브나 투르수노바[*], 1985년 4월 25일 ~ )는 우즈베키스탄계 한국인 방송연예인이다. 2012년 대한민국 국적으로 귀화하였으며 한국 이름은 투르수노바구잘이다.

## 경력
1985년 4월 25일 소련 우즈베크 SSR 타슈켄트에서 우즈베키스탄인 아버지와 러시아계 우즈베키스탄인 어머니의 딸로 태어나서 우즈베키스탄에 위치한 러시아계 학교에 재학했다. 연세대학교 한국어학당에서 한국어 공부를 하였으며, 2006년 고려대학교에 입학하여 언어학을 전공하였다.
2008년 KBS 미녀들의 수다 60회에 우즈베키스탄 대표로 처음 출연하여 2009년 종영까지 활동하였다. 그 외 여러 텔레비전 프로그램과 광고 모델로 활동을 하면서 2010년 MBC 드라마 《황금물고기》에서 조연인 외국인 며느리 레베카로 등장해 연기자로도 데뷔하였다. 2012년 귀화하여 대한민국 국적을 취득했다. 방송연예인 활동과 더불어 러시아어 강사와 유튜브 크리에이터로 활동하고 있다.

## 출연작

### 버라이어티쇼
- 2008년 - 2009년 미녀들의 수다 (KBS2)
- 2012년 개그투나잇 -〈나였으면〉(SBS)
- 2020년 - 2021년 대한외국인 (MBC 에브리원)
- 2021년 골 때리는 그녀들 (SBS)

### 드라마
- 2010년 MBC 《황금물고기》 - 레베카 역
- 2011년 MBC every1 《레알스쿨》- 구잘 역
- 2012년 SBS 《옥탑방 왕세자》- 베키 역
- 2014년 tvN 《황금거탑》- 구잘 역

### 영화
- 2013년 결혼전야 - 비카 역
- 2015년 협녀, 칼의 기억 - 주길 역

### 광고
- 2008년 하이트진로 아쿠아 블루
- 2008년 롯데제과 자일리톨 (따루 살미넨, 비앙카 모블리와 함께 출연)
- 2009년 보해양조 후르츠와인
- 2010년 대한민국 여성가족부 이주여성긴급지원센터 홍보 캠페인

## 홍보대사
- 2022년 4월 대한사회복지회 홍보대사 위촉

## 같이 보기
- 미녀들의 수다
- 대한외국인
- 골 때리는 그녀들